# Фехмию, Беким
Беким Фехмию (алб. Bekim Fehmiu, сербохорв. Bekim Fehmiju, 1 июня 1936, Сараево, Босния и Герцеговина, Королевство Югославия — 15 июня 2010, Белград, Сербия) — югославский актёр албанского происхождения.

## Биография
Родился в семье известного педагога, основателя высшей школы в Косове и Албании, борца за независимость Ибрагима Фехмию (имя при рождении  — Имер Халили; 1892—1951). По национальности — косовский албанец.
После окончания училища изучал драматическое искусство в Академии театра, кино, радио и ТВ в Белграде (мастерская Мате Милошевича, 1960).
В 1955—1960 годы — в драматическом театре в Приштине, Косово. С 1960 по 1987 год — в Югославском драматическом театра в Белграде. В 1987 году ушёл из театра в связи с «нарастающей антиалбанской пропагандой в югославском обществе».
Дебютировал в кино в 1953 г. в комедии режиссёра Младомира «Пуриши» Джорджевича «Opstinsko dete». Первую большую роль исполнил в военной драме «Под тем же небом / Месть за убийство» (1964, реж. Любиша Джорджевски и Мика Стаменкович).
С 1953 по 1998 годы исполнил роли в 41 фильме. Получил популярность после исполнения ряда заглавных ролей в югославском кино — Халил-бек в драме Миодрага Поповича «Рой» (1966, премия «Золотая арена», 1967), Бора в фильме Александра Петровича «Скупщики перьев» и Иво Байсич в ленте Фадила Хаджича «Протест» (оба 1967), тренер Зарко Манизаба в «Специальном воспитании» (1977).
Благодаря сотрудничеству с продюсером Дино Де Лаурентисом, с 1968 г. успешно снимался в Италии, Испании, ФРГ, став со временем европейской звездой. Значительная работа Фехмию — главная роль Уллиса в итальянском мини-сериале «Одиссея» (1968, реж. Франко Росси, Пьеро Скивадзаппо).
В 1998 году принял решение приостановить карьеру в кино. В 2001 году издал книгу воспоминаний «Блистательно и страшно».

## Семья
Был женат на актрисе Бранке Петрич, имел двух детей Гедеона и Уликса. Уликс Фехмию — актёр и продюсер, живёт в США с 1990 года, работает в Сербии, Хорватии и Штатах.

## Фильмография

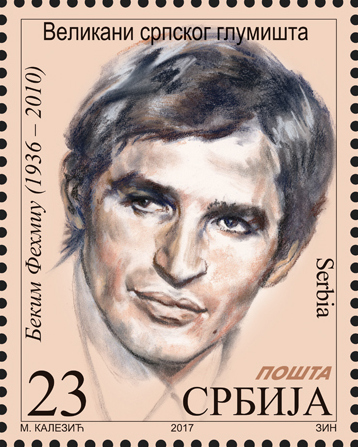
Беким Фехмию на марке Сербии 2017 г.

- 1966 — «Морган: подходящий случай для терапии» (Великобритания)
- 1967 — «Скупщики перьев» (Югославия), Бора — главная роль
- 1968 — «О причине смерти не упоминать», (Югославия, ГДР), Михайло — главная роль
- 1968 — «Одиссея», (Италия), Одиссей — главная роль
- 1970 — «Искатели приключений», (США)
- 1971 — «Ловушка для генерала», (Югославия), Доктор — главная роль
- 1974 — «Граф Калиостро», (Италия)
- 1975 — «Салон Китти», (Италия, ФРГ, Франция)
- 1977 — «Чёрное воскресенье», (США)
- 1979 — «Партизанская эскадрилья» (Югославия), майор Драган — главная роль
- 1987 — «Ребёнок по имени Иисус», (Италия)